# Kirundo
Kirundo – miasto w Burundi, stolica prowincji Kirundo. W 2008 liczyło 6 859 mieszkańców.